# Свят на Warcraft
Светът на Warcraft – една вселена известна на всеки фен на стратегията. Един свят, населен от горди хора, кръвожадни орки, тайнствени нощни елфи и мрачни немъртви. Свят, разтърсван от жестоки битки за надмощие, оцеляване и чест.

## История
Отворен е портал, през който благодарение на Демоните от Пламтящия легион, орките нахлуват в мирния свят на Азерот. Тези чудовищни същества идват от Драенор – свят
на нестихващи кръвопролития под кървавочервено небе. Жадни за прясна кръв орките нападат
Азерот – войната на расите започва.

## Видео игри
За Света на Warcraft са създадени 4 игри – Warcraft 1, 2, 3 (заедно с допълнението ,,The Frozen throne") и ,,World of Warcraft" – първата MMORPG игра от поредицата. Към днешна дата (15.08.2024 г.) „World of Warcraft“ има и 10 допълнения, следващи един от друг хронологично – „The Burning Crusade“ (TBC), „Wrath of the Lich King“ (WOTLK), „Cataclysm“, „Mists of Pandaria“ (MOP), ,,Warlords of Draenor"(WOD), ,,Legion", ,,Battle for Azeroth" (BfA), ,,Shadowlands" (SL), ,,Dragonflight" (DF) и ,,The War Within". Има още 2 допълнения, които предстоят да излязат: ,,Midnight" и ,,The Last Titan".

## Книги
По историята са написани и много книги, 7 от които вече могат да се намерят и в България – „Денят на Дракона“ от Ричард А.Кнаак, „Повелителят на клановете“ от Кристи Голдън, „Последният пазител“ от Джеф Грубб, трилогията „Войната на Древните“ отново от Ричард А.Кнаак. и „Кръгът на омразата“. World of Warcraft е и най-успешната MMORPG игра с милиони потребители и още повече приходи за производителя Blizzard Entertainment.